# بوجيفال
بوجيفال (بالفرنسية: Bougival)‏ هي مدينة تقع في إقليم إيفلين في فرنسا.